# Menhir de Tojal
Le menhir de Tojal (en portugais : menir do Tojal) est un mégalithe datant du Néolithique ou du Chalcolithique situé près de la municipalité de Montemor-o-Novo, dans le district d'Évora, en Alentejo.

## Situation
Le menhir est situé à une vingtaine de kilomètres au sud de Montemor-o-Novo, à proximité de la route qui relie la freguesia de Santiago do Escoural à celle de São Cristóvão.

## Description
Le monolithe a une longueur totale de 2,35 m et un diamètre maximale d'1 m.

## Histoire
Le menhir est découvert en 2000 par l'archéologue Manuel Calado à proximité d'un complexe mégalithique.